# Storia naturale della religione
La Storia naturale della religione (The Natural History of Religion) è un saggio del filosofo e storico scozzese David Hume, pubblicato nel 1755 e inserito in seguito - insieme con altri tre saggi - nelle Quattro dissertazioni (1757). 

## Tema
Nell'Introduzione, l'autore spiega che il fine dell'opera è trovare i fondamenti della religione nella natura umana. Hume, pur accettando i principi del teismo e sostenendo che la costituzione della natura mostra l'esistenza di un autore intelligente, ritiene che il problema dell'origine del sentimento religioso sia più difficile da risolvere, considerato anche che esistono popoli atei. La religione avrebbe la sua genesi nel sentimento del timore e quindi, conseguentemente, in una speranza di salvezza dopo la morte, pensata come fenomeno ineluttabile e drammatico. 
La forma di religione più primitiva è il politeismo, che nasce dall'immaginazione dell'uomo, che in uno stato di rozzezza intellettiva, divinizza le varie forze della natura. Le divinità sono in tutto e per tutto simili agli esseri umani, tranne per l'onnipotenza, limitata però dall'ambito circoscritto su cui la divinità esercita il proprio potere.
Con il progredire della civiltà si afferma il monoteismo. La sua affermazione è diversa nel popolo e nei filosofi: il primo, sconvolto dall'estrema instabilità della sua condizione esistenziale, accorda ad una divinità fra le tante tutte le perfezioni, elevandola a sommo e unico Dio, mentre i secondi applicano procedimenti logici piuttosto rigorosi, basandosi sull'evidenza empirica e trascurando coincidenze e credenze radicate.
Hume ritiene, per l'appunto, che alla fede nell'esistenza di un ordine e di una finalità nel mondo si possa giungere ragionevolmente solo considerando gli eventi ordinari della natura e della storia, mentre privo di ogni valore persuasivo è l'abituale ricorso all'eccezionale e al miracoloso. 
Peraltro, Hume non è del tutto convinto che l'andamento delle cose del mondo autorizzi a presupporre l'esistenza di un ordinatore intelligente.  Oltretutto, questa divinità appare troppo lontana dall'uomo, e per ovviare a questo inconveniente vengono create “divinità intermedie” fra l'uomo e Dio.
Hume loda poi la tolleranza delle religioni pagane, contrapposta al fanatismo e all'intolleranza violenta dei monoteismi, pur riconoscendo una maggiore solidità dottrinale a questi ultimi. 
(D. Hume, Storia naturale della religione)
Si deride inoltre il dogma cattolico della presenza reale di Gesù Cristo nell'eucaristia, ritenuto non meno assurdo delle credenze politeiste. Ne possiamo concludere che per l'autore la fede più che come certezza va inquadrata come un sentimento emotivo di origine umana: pur non potendo affermare in modo aprioristico tesi atee, il progresso morale non è diretta conseguenza dell'aderire a una religione, perché la religione spesso ha peggiorato la condizione morale dell'uomo nella storia.
L'opera si chiude con queste parole:
(D. Hume, Storia naturale della religione)